# Equitazione ai Giochi della VIII Olimpiade - Salto ostacoli individuale
La competizione del salto ostacoli individuale di equitazione dai Giochi della VIII Olimpiade si è svolta il giorno 27 luglio allo Stadio di Colombes.

## Classifica finale
Percorso di 16 ostacoli da compiere entro il tempo di 2'39". 
| Pos.    | Binomio                      | Binomio         | Nazione        | Penalità Tempo | Penalità Ostacoli | Totale | Tempo  |
| Pos.    | Cavaliere                    | Cavallo         | Nazione        | Penalità Tempo | Penalità Ostacoli | Totale | Tempo  |
| ------- | ---------------------------- | --------------- | -------------- | -------------- | ----------------- | ------ | ------ |
| Oro     | Alphonse Gemuseus            | Lucette         | Svizzera       |                | 6,00              | 6,00   | 2'24"4 |
| Argento | Tommaso Lequio di Assaba     | Trebecco        | Italia         | 0,75           | 8,00              | 8,75   | 2'42"0 |
| Bronzo  | Adam Królikiewicz            | Picador         | Polonia        |                | 10,00             | 10,00  | 2'38"4 |
| 4       | Philip Bowden-Smith          | Billy Boy       | Gran Bretagna  | 0,50           | 10,00             | 10,50  | 2'41"4 |
| 5       | Aníbal de Almeida            | Reginald        | Portogallo     |                | 12,00             | 12,00  | 2'28"8 |
| 6       | Åke Thelning                 | Loke            | Svezia         |                | 12,00             | 12,00  | 2'30"4 |
| 7       | Axel Ståhle                  | Cecil           | Svezia         | 0,25           | 12,00             | 12,25  | 2'40"0 |
| 8       | Nicolas LeRoy                | Vif Argent      | Belgio         | 0,75           | 14,00             | 14,75  | 2'42"2 |
| 9       | José Álvarez                 | Acabado         | Spagna         |                | 18,00             | 18,00  | 2'31"0 |
| 10      | Karol von Rómmel             | Faworyt         | Polonia        |                | 18,00             | 18,00  | 2'38"2 |
| 11      | Åge Lundström                | Anvers          | Svezia         |                | 18,00             | 18,00  | 2'38"4 |
| 12      | Hélder Martins               | Avro            | Portogallo     |                | 19,00             | 19,00  | 2'31"4 |
| 13      | Jacques Misonne              | Torino          | Belgio         | 6,50           | 13,00             | 19,50  | 3'05"4 |
| 14      | Werner Stuber                | Girandole       | Svizzera       |                | 20,00             | 20,00  | 2'32"4 |
| 15      | Leone Valle                  | Sbruffo         | Italia         |                | 20,00             | 20,00  | 2'36"6 |
| 16      | Nemesio Martínez             | Zapatillero     | Spagna         |                | 22,00             | 22,00  | 2'17"2 |
| 17      | José de Albuquerque          | Hetrugo         | Portogallo     |                | 22,00             | 22,00  | 2'21"0 |
| 18      | Gaston Mesmaekers            | As de Pique     | Belgio         | 2,75           | 20,00             | 22,75  | 2'50"0 |
| 19      | Georg von Braun              | Diana           | Svezia         | 1,50           | 22,00             | 23,50  | 2'45"6 |
| 20      | Hans Bühler                  | Sailor Boy      | Svizzera       |                | 24,00             | 24,00  | 2'20"0 |
| 21      | Hans von der Weid            | Admiral         | Svizzera       |                | 24,00             | 24,00  | 2'39"8 |
| 22      | Jean Breuls                  | Acrobate        | Belgio         | 1,00           | 23,00             | 24,00  | 2'44"4 |
| 23      | Rudolf Popler                | Eldorado        | Cecoslovacchia | 1,50           | 23,00             | 24,50  | 2'45"8 |
| 24      | Capel Brunker                | Peter           | Gran Bretagna  | 1,50           | 24,00             | 25,50  | 2'45"0 |
| 25      | John Barry                   | Nigra           | Stati Uniti    | 0,25           | 27,00             | 27,25  | 2'40"0 |
| 26      | Alessandro Alvisi            | Grey Fox        | Italia         | 0,75           | 28,00             | 28,75  | 2'42"4 |
| 27      | Geoffrey Brooke              | Daddy Long Legs | Gran Bretagna  | 5,75           | 24,00             | 29,75  | 3'02"6 |
| 28      | Zdzisław Dziadulski          | Zefer           | Polonia        | 2,50           | 28,00             | 30,50  | 2'49"4 |
| 29      | Sloan Doak                   | Joffre          | Stati Uniti    |                | 32,00             | 32,00  | 2'23"0 |
| 30      | José Navarro                 | Grande Couronne | Spagna         | 5,75           | 28,00             | 33,75  | 3'02"4 |
| 31      | Luís de Meneses              | Profond         | Portogallo     |                | 36,00             | 36,00  | 2'17"2 |
| 32      | Kazimierz Szosland           | Jacek           | Polonia        | 10,25          | 29,00             | 39,25  | 3'20"0 |
| 33      | Pierre Clavé                 | Le Trouvère     | Francia        | 11,00          | 30,00             | 41,00  | 3'23"0 |
| 34      | Oldřich Buchar               | Esperanto       | Cecoslovacchia |                | 45,00             | 45,00  | 2'37"6 |
| -       | Keith Hervey                 | Wanton          | Gran Bretagna  | DNF            | DNF               | DNF    | DNF    |
| -       | Michel Bignon                | The Doctor      | Francia        | DNF            | DNF               | DNF    | DNF    |
| -       | Théophile Carbon             | Incas           | Francia        | DNF            | DNF               | DNF    | DNF    |
| -       | Henri de Royer-Dupré         | Rosette XIV     | Francia        | DNF            | DNF               | DNF    | DNF    |
| -       | Emanuele Beraudo di Pralormo | Sido            | Italia         | DNF            | DNF               | DNF    | DNF    |
| -       | Emilio López                 | Modiran         | Spagna         | DNF            | DNF               | DNF    | DNF    |
| -       | Josef Rabas                  | Arab            | Cecoslovacchia | DNF            | DNF               | DNF    | DNF    |
| -       | Frederic Bontecou            | Ballymacshane   | Stati Uniti    | DNF            | DNF               | DNF    | DNF    |
| -       | Vernon Padgett               | Little Canada   | Stati Uniti    | DNF            | DNF               | DNF    | DNF    |